# 朱見準
汤阴王朱見準（？—1493年），為汤阴庄僖王朱祁𨧨之嫡长子，母妃彭氏。明成祖之玄孫，明朝第二代湯陰王。
弘治元年（1488年）即位，但因为和继母继王妃赵氏通奸，于1493年双双被明朝廷赐死，罢黜宗室，汤阴国国除。

## 子孫
- 庶長子：鎮國將軍朱祐檬，弘治二年（1489年）二月賜名[5]，弘治六年（1493年）五月賜誥命冠服[6]
- 庶四子：鎮國將軍朱祐椒[7]，弘治十二年（1499年）賜名[8]
  - 子：輔國將軍朱厚煋（1513年3月14日—1596年9月29日），字拱辰，號平松。妻李氏[7]
    - 第一子：奉國將軍朱載均，早卒。妻甯氏[7]
    - 第二子：奉國將軍→庶人→奉國將軍朱載㙔，字仲佩，妻劉氏，繼王氏，又繼甯氏[7]，萬曆十七年（1589年）復封[9]，萬曆三十七年（1609年）因爲賢明仁孝、博古崇儒，明神宗派儀制司主事游漢龍爲其旌獎[10]。
    - 第三子：奉國將軍朱載𡐔，妻張氏，繼甯氏[7]
    - 第四子：奉國將軍朱載堦，妻劉氏，繼李氏[7]
    - 子：早夭未封[7]
    - 女：陽夏縣君，儀賓張國本[7]
    - 孫：七人，六人封鎮國中尉[7]
    - 孫女：六人，一人封鄉君[7]
    - 曾孫：二人[7]
    - 曾孫女：一人[7]